# J1 League 2015
Die J1 League 2015 war die 23. Spielzeit der ersten Division der japanischen J.League und die erste unter dem Namen J1 League. An ihr nahmen achtzehn Vereine teil. Die reguläre Saison begann am 7. März 2015 und endete am 22. November 2015. Anschließend wurde ein Meisterschaftsturnier ausgespielt, welches mit den Finalspielen am 2. und am 5. Dezember 2015 die Saison beschloss.
Meister wurde Sanfrecce Hiroshima, die sich in den Finalspielen gegen Titelverteidiger Gamba Osaka durchsetzten. Für die AFC Champions League 2016 qualifizierten sich neben den Finalteilnehmern außerdem Urawa Red Diamonds und, bedingt durch den Erfolg Gambas im Kaiserpokal 2015, der FC Tokyo. Matsumoto Yamaga FC, Montedio Yamagata und Shimizu S-Pulse stiegen in die J2 League ab.

## Modus
Die Saison wurde erstmals wieder seit der Saison 2004 nicht direkt durch ein Doppelrundenturnier entschieden. Um den Meister zu ermitteln, wurde zusätzlich ein kurzes Meisterschaftsturnier am Ende der Saison ausgetragen, für das sich mehrere Vereine wie folgt qualifizieren konnten:
Zuerst wurde ein übliches Doppelrundenturnier mit allen 18 Mannschaften der Division 1 ausgetragen. In jeder Hälfte spielten die Vereine einmal gegeneinander. Spiele, die in der ersten Halbserie zuhause stattfanden, wurden in der zweiten Serie auswärts ausgetragen und umgekehrt. Dadurch ergaben sich drei Tabellen: Eine Tabelle der ersten Halbserie, eine Tabelle der zweiten Halbserie und am Ende eine Gesamttabelle bestehend aus allen Spielergebnissen der beiden Halbserien. Die Tabellen wurden jeweils nach den folgenden Kriterien erstellt:
1. Anzahl der erzielten Punkte
2. Tordifferenz
3. Erzielte Tore
4. Ergebnisse der Spiele untereinander
5. Entscheidungsspiel oder Münzwurf

Der Erstplatzierte der Gesamttabelle qualifizierte sich sofort für das Finale des Meisterschaftsturniers. Der Finalgegner wurde unter den restlichen Qualifikanten ermittelt. Dazu zählten der Zweitplatzierte und der Drittplatzierte der Gesamttabelle sowie der Erstplatzierte der ersten Halbserie (Hinrunde) und der Erstplatzierte der zweiten Halbserie (Rückrunde). Erfüllte ein Verein mehrere Kriterien für die Qualifikation (zum Beispiel wenn der Dritte der Gesamttabelle auch der Beste der Hinrunde war), dann gab es keine Nachrücker. Somit ergab sich eine Teilnehmerzahl von mindestens drei und höchstens fünf Mannschaften für das Meisterschaftsturnier, wonach sich dann auch der Turniermodus richtete:
- Bei insgesamt fünf Teams spielte jeweils ein Halbseriensieger gegen einen Qualifikanten aus der Gesamttabelle. Dabei war entscheidend, welcher Halbseriensieger in der Gesamttabelle besser platziert war. Der besser platzierte Verein spielte gegen den Drittplatzierten der Gesamttabelle, der schlechter platzierte Verein gegen den Zweitplatzierten der Gesamttabelle. Die Sieger aus beiden Partien spielten danach im Halbfinalspiel um den freien Finalplatz.
- Bei insgesamt vier Teams war der Zweitplatzierte für das Halbfinalspiel gesetzt. Der verbliebene Halbserienchampion und der Dritte der Gesamttabelle spielten ein Spiel um den Einzug in dieses Halbfinale. Der Sieger des Halbfinalspieles erreichte das Finale.
- Bei insgesamt drei Teams entfiel die erste Runde, der Zweit- und Drittplatzierte spielten ein Spiel um den Einzug in das Finale.

Das Finale der Meisterschaftsrunde wurde in Hin- und Rückspiel ausgetragen.
Die besten drei Teams der Gesamttabelle qualifizierten sich zudem für die AFC Champions League 2016; sollte eine dieser Mannschaften zusätzlich den Kaiserpokal 2015 gewinnen, rückte der Viertplatzierte nach. Die schlechteste der über die Ligaplatzierung für die Champions League qualifizierten Mannschaften musste sich über eine Playoffrunde in die Gruppenphase dieses Wettbewerbs spielen. Die drei schlechtesten Mannschaften der Gesamttabelle stiegen in die J2 League ab.

## Teilnehmer
Shonan Bellmare kehrte nach einjähriger Abstinenz als Meister der J.League Division 2 2014 zurück. Der zweite Aufsteiger Matsumoto Yamaga FC trat zum ersten Mal in seiner Geschichte in der höchsten japanischen Fußballliga an. Der dritte Aufsteiger Montedio Yamagata war zuletzt im Jahr 2011 in der Division 1. Der Aufstieg gelang durch zwei Siege in den Playoffs über Júbilo Iwata (2:1) und JEF United Chiba (1:0), nachdem in der regulären Saison der sechste Platz heraussprang.
Die drei Aufsteiger ersetzten die drei letztplatzierten Teams der Saison 2014, Ōmiya Ardija, Cerezo Osaka und Tokushima Vortis. Letztgenannte mussten nach nur einem Jahr in der Division 1 wieder in die Division 2 zurück.
| Logo | Verein              | Beheimatet in                                     | Stadion                                  |
| ---- | ------------------- | ------------------------------------------------- | ---------------------------------------- |
|      | Albirex Niigata     | Niigata & Seiro, Niigata                          | Denka Big Swan Stadium                   |
|      | FC Tokyo            | Tokio                                             | Ajinomoto Stadium                        |
|      | Gamba Osaka         | Suita, Osaka                                      | Osaka Expo ’70 Stadion                   |
|      | Kashima Antlers     | Mehrere Städte im Südwesten der Präfektur Ibaraki | Kashima Soccer Stadium                   |
|      | Kashiwa Reysol      | Kashiwa, Chiba                                    | Hitachi Kashiwa Soccer Stadium           |
|      | Kawasaki Frontale   | Kawasaki, Kanagawa                                | Todoroki Athletics Stadium               |
|      | Matsumoto Yamaga FC | Matsumoto, Nagano                                 | Matsumoto Stadium                        |
|      | Montedio Yamagata   | Tendō, Yamagata                                   | ND Soft Stadium                          |
|      | Nagoya Grampus      | Nagoya, Aichi                                     | Mizuho Athletic Stadium / Toyota Stadium |
|      | Sagan Tosu          | Tosu, Saga                                        | Best Amenity Stadium                     |
|      | Sanfrecce Hiroshima | Hiroshima, Hiroshima                              | Hiroshima Big Arch                       |
|      | Shimizu S-Pulse     | Shizuoka, Shizuoka                                | Nihondaira Sports Stadium                |
|      | Shonan Bellmare     | Hiratsuka, Kanagawa                               | Shonan BMW Stadium Hiratsuka             |
|      | Urawa Red Diamonds  | Saitama, Saitama                                  | Saitama Stadium                          |
|      | Vegalta Sendai      | Sendai, Miyagi                                    | Yurtec Stadium                           |
|      | Ventforet Kofu      | Städteverbund in Yamanashi                        | Yamanashi Chuo Bank Stadium              |
|      | Vissel Kōbe         | Kōbe, Hyōgo                                       | Kobe Wing Stadium                        |
|      | Yokohama F. Marinos | Yokohama & Yokosuka, Kanagawa                     | Nissan Stadium                           |

## Trainer
| Verein              | Cheftrainer                      |
| ------------------- | -------------------------------- |
| Vegalta Sendai      | Susumu Watanabe                  |
| Montedio Yamagata   | Nobuhiro Ishizaki                |
| Kashima Antlers     | Toninho Cerezo → Masatada Ishii  |
| Urawa Reds          | Michael Petrović                 |
| Kashiwa Reysol      | Tatsuma Yoshida                  |
| FC Tokyo            | Massimo Ficcadenti               |
| Kawasaki Frontale   | Yahiro Kazama                    |
| Yokohama F. Marinos | Erick Mombaerts                  |
| Shonan Bellmare     | Cho Kwi-jae                      |
| Ventforet Kofu      | Yasuhiro Higuchi → Satoru Sakuma |
| Matsumoto Yamaga FC | Yasuharu Sorimachi               |
| Albirex Niigata     | Masaaki Yanagishita              |
| Shimizu S-Pulse     | Katsumi Ōenoki → Kazuaki Tasaka  |
| Nagoya Grampus      | Akira Nishino                    |
| Gamba Osaka         | Kenta Hasegawa                   |
| Vissel Kobe         | Nelsinho Baptista                |
| Sanfrecce Hiroshima | Hajime Moriyasu                  |
| Sagan Tosu          | Hitoshi Morishita                |

## Spieler
| Verein              | Spieler |
| ------------------- | --- |
| Vegalta Sendai      | Yūji Rokutan (32/0), Jirō Kamata (25/1), Hirofumi Watanabe (30/3), Kōji Hachisuka (21/0), Naoki Ishikawa (28/1), Kim Min-tae (16/4), Hiroaki Okuno (32/7), Takuya Nozawa (29/4), Wilson (19/4), Ryang Yong-gi (33/3), Hidetaka Kanazono (29/7), Jun Kanakubo (20/1), Shingo Tomita (34/0), Kyōhei Sugiura (3/0), Ramon Lopes (26/7), Kentarō Seki (2/0), Hiroshi Futami (13/0), Naoki Sugai (28/0), Keita Fujimura (5/0), Takuya Takei (4/0), Hiroki Yamamoto (15/1), Taikai Uemoto (2/0), Shunsuke Motegi (11/0), Atsuto Tatara (11/1), Kazuhiro Murakami (1/0) |
| Montedio Yamagata   | Norihiro Yamagishi (34/0), Tetsuya Funatsu (7/0), Kōdai Watanabe (12/0), Shōgo Nishikawa (27/2), Alceu (32/2), Takumi Yamada (7/0), Ryōsuke Matsuoka (16/0), Ryōhei Hayashi (23/2), Yūki Nakashima (31/2), Shun Itō (4/0), Diego (34/10), Tatsuya Ishikawa (34/0), Masaki Miyasaka (18/1), Takefumi Tōma (22/0), Hiroki Bandai (5/0), Kim Byeom-yong (27/2), Kazuki Segawa (1/0), Romero Frank (31/3), Kōya Yuruki (1/0), Hirokazu Usami (15/0), Toshiya Takagi (20/0), Shōta Kawanishi (23/0), Masato Yamazaki (13/0), Jumpei Takaki (12/0), Shōhei Ogura (9/0), Hiroyuki Takasaki (9/0) |
| Kashima Antlers     | Akihiro Satō (10/0), Gen Shōji (29/3), Kazuya Yamamura (13/0), Takeshi Aoki (21/0), Caio (32/10), Shōma Doi (28/6), Dinei (4/1), Masashi Motoyama (6/0), Davi (10/0), Atsutaka Nakamura (17/2), Hwang Seok-ho (24/0), Hiroyuki Takasaki (13/0), Shūto Yamamoto (28/3), Ryūga Suzuki (2/0), Shūhei Akasaki (22/7), Yūta Toyokawa (6/0), Gaku Shibasaki (29/5), Hitoshi Sogahata (24/0), Daigo Nishi (30/0), Naomichi Ueda (12/1), Yukitoshi Itō (8/0), Yasushi Endō (32/6), Takahide Umebachi (8/0), Tarō Sugimoto (1/0), Mū Kanazaki (27/9), Yūma Suzuki (7/2), Mitsuo Ogasawara (29/1) |
| Urawa Reds          | Shūsaku Nishikawa (34/0), Ken’ichi Kaga (4/0), Tomoya Ugajin (31/1), Daisuke Nasu (30/2), Tomoaki Makino (33/3), Tsukasa Umesaki (31/8), Yōsuke Kashiwagi (33/5), Naoki Ishihara (4/0), Keita Suzuki (4/0), Tadaaki Hirakawa (8/0), Takuya Aoki (22/1), Mitsuru Nagata (5/0), Yūki Mutō (32/13), Tadanari Lee (24/2), Zlatan (29/8), Yūki Abe (34/3), Takahiro Sekine (32/6), Shinzō Kōroki (26/12), Toshiyuki Takagi (21/2), Wataru Hashimoto (6/0), Takuya Okamoto (3/0), Ryōta Moriwaki (30/2) |
| Kashiwa Reysol      | Kazushige Kirihata (5/0), Masato Fujita (10/0), Naoya Kondō (7/0), Daisuke Suzuki (34/3), Tatsuya Masushima (2/0), Ryōsuke Yamanaka (11/0), Hidekazu Ōtani (31/2), Akimi Barada (28/0), Masato Kudō (34/10), Yūki Ōtsu (14/1), Leandro (14/5), Ederson (8/1), Eduardo (29/2), Kenta Kanō (3/0), Kōsuke Taketomi (28/2), Hiroki Akino (16/0), Hiroto Nakagawa (5/1), Shinnosuke Nakatani (3/0), Takanori Sugeno (30/0), Naoki Wako (29/2), Tomoki Imai (3/0), Yūsuke Kobayashi (14/0), Tetsurō Ōta (22/2), Kim Chang-soo (31/0), Ryōichi Kurisawa (19/0), Yūta Nakayama (1/0), Cristiano (34/14), Kōki Ōshima (1/0) |
| FC Tokyo            | Shūichi Gonda (22/0), Yūhei Tokunaga (33/0), Masato Morishige (32/7), Hideto Takahashi (29/4), Yūichi Maruyama (20/0), Kōsuke Ōta (30/3), Takuji Yonemoto (31/1), Hirotaka Mita (18/1), Sōta Hirayama (2/0), Yōhei Kajiyama (18/0), Tatsuya Enomoto (4/0), Yoshinori Mutō (17/10), Lassad (2/0), Nathan Burns (10/2), Hiroki Kawano (22/1), Naohiro Ishikawa (10/1), Ryōichi Maeda (30/9), Sandaza (8/0), Naotake Hanyū (25/0), Yōhei Hayashi (11/0), Kazunori Yoshimoto (19/0), Canini (7/0), Hideyuki Nozawa (3/0), Kento Hashimoto (13/1), Keigo Higashi (25/4), Shōya Nakajima (13/1), Vlada Avramov (8/0), Riku Matsuda (9/0) |
| Kawasaki Frontale   | Yūki Sanetō (1/0), Makoto Kakuda (14/0), Yūsuke Igawa (23/0), Shōgo Taniguchi (34/2), Masaki Yamamoto (7/0), Kōji Hashimoto (2/0), Takanobu Komiyama (21/0), Ken’yū Sugimoto (24/6), Renato (17/9), Arthur Maia (4/0), Yū Kobayashi (18/5), Yoshito Ōkubo (32/23), Kengo Nakamura (33/2), Takayuki Funayama (21/0), Ryōta Ōshima (28/0), Yūto Takeoka (30/1), Elsinho (34/8), Kentarō Moriya (22/2), Shintarō Kurumaya (30/0), Yōhei Nishibe (11/0), Yoshihiro Nakano (10/1), Kyōhei Noborizato (1/0), Kōji Miyoshi (3/0), An Byong-jun (2/0), Shōta Arai (23/0), Yūsuke Tasaka (12/3) |
| Yokohama F. Marinos | Tetsuya Enomoto (9/0), Yūzō Kurihara (11/0), Fabio (33/4), Yūta Mikado (32/4), Shingō Hyōdō (28/1), Kōsuke Nakamachi (14/2), Takurō Yajima (5/0), Shunsuke Nakamura (19/3), Manabu Saitō (32/7), Yūzō Kobayashi (32/2), Andrew Kumagai (3/0), Yūsuke Higa (1/0), Shō Itō (29/6), Jin Hanato (3/0), Rafinha (10/1), Teruhito Nakagawa (2/0), Yūhei Satō (1/0), Hiroki Iikura (25/0), Yūji Nakazawa (34/0), Takumi Shimohira (34/1), Yūta Narawa (1/0), Jungo Fujimoto (19/3), Seitarō Tomisawa (11/1), Takuya Kida (24/0), Jun Amano (6/0), Cayman Togashi (4/1), Ademilson (33/8) |
| Shonan Bellmare     | Yōta Akimoto (34/0), Shunsuke Kikuchi (30/1), Wataru Endō (31/4), Andre Bahia (30/0), Shōta Kobayashi (26/3), Ryōta Nagaki (32/3), Yōhei Ōtake (17/0), Naoki Yamada (17/1), Bruno Cesar (7/0), Quirino (5/0), Daisuke Kikuchi (34/3), Yoshihito Fujita (17/4), Kenta Hirose (1/0), Seiya Fujita (24/1), Kim Jong-pil (9/0), Toshiki Ishikawa (15/0), Yūto Misao (33/1), Alison (12/2), Shūhei Ōtsuki (32/4), Keisuke Tsuboi (8/0), Shōhei Okada (3/0), Kaoru Takayama (33/7), Lee Ho-seung (1/0), Masataka Kani (9/0), Tsuyoshi Shimamura (13/3), Amorim (1/0), Eijirō Takeda (2/0) |
| Ventforet Kofu      | Kōta Ogi (11/0), Kensuke Fukuda (1/0), Hiroto Hatao (15/0), Hideomi Yamamoto (28/0), Bruno Dybal (1/0), Marquinhos Parana (27/0), Katsuya Ishihara (13/0), Ryōhei Arai (25/0), Takuma Abe (30/5), William Henrique (1/0), Bare (22/8), Adriano (12/1), Maranhao (2/0), Kōji Noda (9/0), Yūki Horigome (12/0), Jun’ya Itō (30/4), Masaru Matsuhashi (19/0), Takuma Tsuda (27/0), Hokuto Shimoda (22/2), Kōhei Morita (16/0), Kōhei Kawata (23/0), Masaki Watanabe (3/0), Shō Inagaki (29/1), Daiki Matsumoto (11/0), Shōhei Abe (33/1), Yūki Hashizume (17/1), Kazunari Hosaka (8/1), Yukio Tsuchiya (22/0) |
| Matsumoto Yamaga FC | Tomohiko Murayama (34/0), Yūki Ōkubo (12/2), Hayuma Tanaka (34/0), Masaki Iida (34/2), Yūdai Iwama (34/0), Shunsuke Iwanuma (24/1), Yūzō Iwakami (33/4), Obina (31/6), Shōgo Shiozawa (9/0), Kōhei Kiyama (33/2), Keita Gotō (10/0), Tomoki Ikemoto (8/1), Tatsuya Sakai (3/0), Willians (4/0), Hiroshi Tetsuto (5/0), Ryūtarō Iio (6/0), Doriva (2/0), Takayoshi Ishihara (16/0), Naoki Maeda (31/3), Kōhei Kudō (15/1), Masahiro Nasukawa (2/0), Yūto Shirai (1/0), Kim Bo-kyung (6/0), Ryūsuke Sakai (33/2), Jun Andō (15/1), Yoshirō Abe (24/5) |
| Albirex Niigata     | Takaya Kurokawa (2/0), Kazunari Ōno (25/0), Kentarō Ōi (27/2), Michael James (29/0), Takanori Maeno (14/0), Yūki Kobayashi (21/0), Cortes (26/0), Leo Silva (25/4), Ryōhei Yamazaki (33/5), Rafael Silva (17/7), Hiroshi Ibusuki (31/8), Masaru Katō (20/1), Tatsuya Tanaka (13/1), Yūhei Satō (10/0), Shō Naruoka (26/1), Musashi Suzuki (13/1), Lim You-hwan (4/0), Tatsuya Morita (32/0), Kōsuke Yamamoto (33/7), Naoki Kawaguchi (29/0), Kei Koizumi (21/2), Kiwara Miyazaki (1/0), Shū Hiramatsu (13/0), Gō Hayama (8/1) |
| Shimizu S-Pulse     | Masatoshi Kushibiki (10/0), Genta Miura (7/0), Yasuhiro Hiraoka (18/0), Calvin Jong-a-Pin (9/0), Jakovic (16/0), Kōta Sugiyama (9/0), Takuya Honda (23/1), Hideki Ishige (11/3), Shun Nagasawa (14/1), Chong Te-se (13/4), Genki Ōmae (32/11), Kazuya Murata (15/1), Tomoya Inukai (20/0), Takashi Sawada (7/1), Taisuke Muramatsu (3/0), Mitsunari Musaka (25/0), Yōsuke Kawai (13/0), Peter Utaka (28/9), Mitchell Duke (29/1), Ryō Takeuchi (19/0), Rikihiro Sugiyama (24/0), Takuma Edamura (26/2), Yoshiaki Takagi (4/0), Shōma Kamata (11/0), Kenta Uchida (1/0), Kōhei Hattanda (15/0), Shōta Kaneko (5/0), Kō Matsubara (7/0), Shō Kagami (1/0), Takuma Mizutani (5/0), Kōya Kitagawa (7/1), Takayuki Fukumura (14/0), Ryōhei Shirasaki (20/2), Makoto Kakuda (12/0) |
| Nagoya Grampus      | Seigō Narazaki (34/0), Akira Takeuchi (33/0), Yūsuke Muta (24/1), Marcus Tulio Tanaka (30/5), Shun Ōbu (7/0), Yūki Honda (29/0), Taishi Taguchi (11/2), Danilson (12/0), Ryūnosuke Noda (4/1), Yoshizumi Ogawa (32/1), Kensuke Nagai (31/10), Ryōta Isomura (24/2), Ryōta Tanabe (5/0), Riki Matsuda (11/1), Novakovic (26/5), Kishō Yano (28/3), Asahi Yada (34/1), Tomoya Koyamatsu (22/1), Reo Mochizuki (3/0), Kōki Sugimori (4/0), Kazuki Satō (1/0), Kengo Kawamata (33/9), Leandro Domingues (3/0), Gustavo (6/0), Teruki Tanaka (18/1) |
| Gamba Osaka         | Masaaki Higashiguchi (34/0), Takaharu Nishino (3/0), Hiroki Fujiharu (32/0), Daiki Niwa (34/0), Kim Jung-ya (13/0), Yasuhito Endō (34/5), Keisuke Iwashita (24/0), Lins (20/1), Takahiro Futagawa (2/0), Shū Kurata (31/5), Hiroyuki Abe (33/4), Kōki Yonekura (31/2), Yasuyuki Konno (31/3), Tomokazu Myōjin (10/0), Yōsuke Fujigaya (1/0), Kōtarō Ōmori (30/3), Shun Nagasawa (4/2), Yōsuke Ideguchi (8/0), Oh Jae-suk (10/0), Shingo Akamine (13/0), Patric (32/12), Shōhei Ogura (6/0), Ritsu Dōan (2/0), Takashi Usami (34/19) |
| Vissel Kobe         | Takahito Sōma (23/0), Kunie Kitamoto (12/0), Takuya Iwanami (30/1), Shunki Takahashi (27/4), Pedro Junior (13/1), Shōhei Takahashi (26/2), Daisuke Ishizu (27/4), Ryōta Morioka (30/5), Leandro (12/4), Keijirō Ogawa (19/4), Takahiro Masukawa (17/1), Jung Woo-young (32/0), Hideo Tanaka (14/1), Marquinhos (15/3), Kazuma Watanabe (28/10), Asahi Masuyama (9/0), Kaito Yamamoto (29/0), Yoshiki Matsushita (1/0), Masatoshi Mihara (20/1), Ryō Okui (17/0), Shinji Yamaguchi (1/0), Ferrugem (8/0), Yōsuke Tashiro (6/0), Kenta Tokushige (5/0), Michihiro Yasuda (12/0), Ryōsuke Maeda (9/0), Bueno (11/1), Sō Fujitani (5/0) |
| Sanfrecce Hiroshima | Takuto Hayashi (34/0), Hiroki Mizumoto (33/1), Kazuhiko Chiba (34/1), Toshihiro Aoyama (33/3), Kōji Morisaki (9/1), Kazuyuki Morisaki (33/1), Douglas (33/21), Hisato Satō (34/12), Mikic (31/1), Kōhei Kudō (1/0), Satoru Yamagishi (4/1), Yoshifumi Kashiwa (30/4), Shō Sasaki (22/0), Yūsuke Minagawa (5/0), Gakuto Notsuda (19/4), Yūsuke Chajima (3/0), Kōhei Shimizu (16/2), Takuya Marutani (7/0), Takuma Asano (32/8), Kōsei Shibasaki (27/6), Tsukasa Shiotani (27/3), Kazuya Miyahara (3/1) |
| Sagan Tosu          | Taku Akahoshi (11/0), Keita Isozaki (2/0), Teruaki Kobayashi (4/0), Kim Min-hyeok (25/0), Tomotaka Okamoto (11/0), Kōta Mizunuma (32/7), Baek Sung-dong (25/2), Kim Min-woo (33/2), Yōhei Toyoda (29/16), Naoyuki Fujita (31/0), Ryūhei Niwa (19/0), Choi Sung-keun (19/0), Ryōgo Yamasaki (1/0), Minoru Suganuma (2/0), Eisuke Fujishima (1/0), Kei Ikeda (26/1), Yutaka Yoshida (31/1), Daichi Kamada (21/3), Ryōta Hayasaka (23/0), Yoshiki Takahashi (32/0), Hiroyuki Taniguchi (33/4), Akito Fukuta (3/0), Ryōsuke Tamura (1/0), Akihiro Hayashi (23/0), Naoya Kikuchi (31/0), Shōhei Okada (3/0) |

## Statistiken

### 1. Halbserie

#### Tabelle
| Pl.                       | Verein              | Sp. | S  | U | N  | Tore    | Diff. | Punkte |
| ------------------------- | ------------------- | --- | -- | - | -- | ------- | ----- | ------ |
| 1.                        | Urawa Red Diamonds  | 17  | 12 | 5 | 0  | 039:170 | +22   | 41     |
| 2.                        | FC Tokyo            | 17  | 11 | 2 | 4  | 024:180 | +6    | 35     |
| 3.                        | Sanfrecce Hiroshima | 17  | 10 | 4 | 3  | 029:160 | +13   | 34     |
| 4.                        | Gamba Osaka         | 17  | 9  | 5 | 3  | 024:130 | +11   | 32     |
| 5.                        | Kawasaki Frontale   | 17  | 9  | 3 | 5  | 032:260 | +6    | 30     |
| 6.                        | Yokohama F. Marinos | 17  | 7  | 5 | 5  | 021:170 | +4    | 26     |
| 7.                        | Vegalta Sendai      | 17  | 6  | 5 | 6  | 027:200 | +7    | 23     |
| 8.                        | Kashima Antlers     | 17  | 6  | 4 | 7  | 027:250 | +2    | 22     |
| 9.                        | Nagoya Grampus      | 17  | 6  | 4 | 7  | 018:180 | ±0    | 22     |
| 10.                       | Shonan Bellmare     | 17  | 6  | 4 | 7  | 020:240 | −4    | 22     |
| 11.                       | Sagan Tosu          | 17  | 5  | 5 | 7  | 022:320 | −10   | 20     |
| 12.                       | Ventforet Kofu      | 17  | 6  | 2 | 9  | 012:220 | −10   | 20     |
| 13.                       | Vissel Kōbe         | 17  | 4  | 7 | 6  | 017:190 | −2    | 19     |
| 14.                       | Kashiwa Reysol      | 17  | 4  | 6 | 7  | 022:250 | −3    | 18     |
| 15.                       | Matsumoto Yamaga FC | 17  | 4  | 3 | 10 | 017:260 | −9    | 15     |
| 16.                       | Montedio Yamagata   | 17  | 3  | 5 | 9  | 014:240 | −10   | 14     |
| 17.                       | Albirex Niigata     | 17  | 3  | 5 | 9  | 020:330 | −13   | 14     |
| 18.                       | Shimizu S-Pulse     | 17  | 3  | 4 | 10 | 022:320 | −10   | 13     |
| Stand: Ende der Halbserie |                     |     |    |   |    |         |       |        |

| Nach Ende der Halbserie:                                        |
| Qualifikation für das Meisterschaftsturnier: Urawa Red Diamonds |

#### Kreuztabelle
Die Kreuztabelle stellt die Ergebnisse aller Spiele der Halbserie dar. Die Heimmannschaft ist in der linken Spalte, die Gastmannschaft in der oberen Zeile aufgelistet.
| 1. Halbserie        | Albirex Niigata           | FC Tokyo | Gamba Osaka | Kashima Antlers | Kashiwa Reysol |     |     | Montedio Yamagata | Nagoya Grampus |     | Sanfrecce Hiroshima | Shimizu S-Pulse | Shonan Bellmare |     |     | Ventforet Kofu | Vissel Kōbe | Yokohama F. Marinos |
| ------------------- | ------------------------- | -------- | ----------- | --------------- | -------------- | --- | --- | ----------------- | -------------- | --- | ------------------- | --------------- | --------------- | --- | --- | -------------- | ----------- | ------------------- |
| Albirex Niigata     |                           | 0:1      |             |                 | 3:2            |     |     | 1:1               | 1:1            |     |                     | 0:0             |                 |     | 0:3 | 0:2            | 2:2         |                     |
| FC Tokyo            |                           |          |             | 0:1             | 2:1            | 2:1 |     |                   | 0:1            |     | 1:2                 | 3:2             |                 |     |     | 1:0            |             | 0:0                 |
| Gamba Osaka         | 2:1                       | 2:2      |             | 2:0             |                | 1:1 | 1:0 |                   | 3:1            |     |                     |                 |                 |     | 1:1 |                | 0:0         |                     |
| Kashima Antlers     | 1:1                       |          |             |                 |                | 2:3 | 3:1 |                   |                | 3:1 | 2:2                 |                 | 1:2             |     |     | 0:1            | 1:2         |                     |
| Kashiwa Reysol      |                           |          | 1:0         | 1:3             |                |     |     |                   |                |     | 2:3                 | 0:0             | 0:0             | 3:3 | 1:1 |                |             | 1:2                 |
| Kawasaki Frontale   | 4:1                       |          |             |                 | 1:4            |     | 2:0 |                   |                | 3:2 | 0:1                 |                 | 2:1             | 1:1 |     | 3:0            | 2:2         |                     |
| Matsumoto Yamaga FC | 1:2                       | 1:2      |             |                 | 1:3            |     |     |                   |                |     | 1:2                 |                 | 2:3             |     | 1:0 | 2:0            | 2:0         | 0:3                 |
| Montedio Yamagata   |                           | 0:1      | 1:3         | 2:2             | 3:0            | 1:0 | 0:0 |                   |                |     |                     |                 | 1:2             |     |     |                | 0:1         | 1:0                 |
| Nagoya Grampus      |                           |          |             | 1:1             | 1:0            | 0:1 | 3:3 | 0:0               |                | 0:1 | 2:0                 | 3:1             | 3:0             |     |     |                |             |                     |
| Sagan Tosu          | 2:1                       | 1:2      | 1:0         |                 | 1:1            |     | 1:1 | 1:0               |                |     | 2:2                 |                 |                 | 1:6 |     |                | 1:1         |                     |
| Sanfrecce Hiroshima | 4:2                       |          | 0:1         |                 |                |     |     | 5:1               |                |     |                     | 2:0             |                 | 0:0 | 2:0 | 2:0            | 0:1         |                     |
| Shimizu S-Pulse     |                           |          | 2:3         | 3:1             |                | 5:2 | 0:1 | 3:3               |                | 2:2 |                     |                 |                 |     |     | 0:2            |             | 1:2                 |
| Shonan Bellmare     | 1:3                       | 0:1      | 0:2         |                 |                |     |     |                   |                | 4:2 | 0:0                 | 4:0             |                 | 1:3 | 0:0 |                | 1:1         |                     |
| Urawa Red Diamonds  | 5:2                       | 4:1      | 1:0         | 2:1             |                |     | 1:0 | 1:0               | 2:1            |     |                     | 1:0             |                 |     |     |                |             | 2:1                 |
| Vegalta Sendai      |                           | 2:3      |             | 1:2             |                | 2:3 |     | 2:0               | 2:0            | 5:0 |                     | 2:1             |                 | 4:4 |     | 0:1            |             |                     |
| Ventforet Kofu      |                           |          | 0:2         |                 | 1:1            |     |     | 2:0               | 1:0            | 0:3 |                     |                 | 0:1             | 0:2 |     |                |             | 1:1                 |
| Vissel Kōbe         |                           | 0:2      |             |                 | 0:1            |     |     |                   | 0:1            |     |                     | 1:2             |                 | 1:1 | 0:1 | 4:1            |             | 1:1                 |
| Yokohama F. Marinos | 1:0                       |          | 1:1         | 0:3             |                | 1:3 |     |                   | 2:0            | 1:0 | 1:2                 |                 | 3:0             |     | 1:1 |                |             |                     |
|                     | Stand: Ende der Halbserie |          |             |                 |                |     |     |                   |                |     |                     |                 |                 |     |     |                |             |                     |

#### Torschützenliste
Bei gleicher Anzahl von Treffern sind die Spieler alphabetisch geordnet.
| Pl.                       | Spieler         | Mannschaft          | Tore |
| ------------------------- | --------------- | ------------------- | ---- |
| 01.                       | Takashi Usami   | Gamba Osaka         | 13   |
| 02.                       | Yōhei Toyoda    | Sagan Tosu          | 12   |
| 03.                       | Yoshito Ōkubo   | Kawasaki Frontale   | 11   |
| 04.                       | Yoshinori Mutō  | FC Tokyo            | 10   |
| 05.                       | Renato          | Kawasaki Frontale   | 8    |
| 05.                       | Yūki Mutō       | Urawa Red Diamonds  | 8    |
| 07.                       | Shinzō Kōroki   | Urawa Red Diamonds  | 7    |
| 07.                       | Genki Ōmae      | Shimizu S-Pulse     | 7    |
| 07.                       | Rafael Silva    | Albirex Niigata     | 7    |
| 07.                       | Hisato Satō     | Sanfrecce Hiroshima | 7    |
| 11.                       | Douglas         | Sanfrecce Hiroshima | 6    |
| 11.                       | Tsukasa Umesaki | Urawa Red Diamonds  | 6    |
| 13.                       | 10 Spieler      |                     | 5    |
| Stand: Ende der Halbserie |                 |                     |      |

### 2. Halbserie

#### Tabelle
| Pl.                       | Verein              | Sp. | S  | U | N  | Tore    | Diff. | Punkte |
| ------------------------- | ------------------- | --- | -- | - | -- | ------- | ----- | ------ |
| 1.                        | Sanfrecce Hiroshima | 17  | 13 | 1 | 3  | 044:140 | +30   | 40     |
| 2.                        | Kashima Antlers     | 17  | 12 | 1 | 4  | 030:160 | +14   | 37     |
| 3.                        | Gamba Osaka         | 17  | 9  | 4 | 4  | 032:240 | +8    | 31     |
| 4.                        | Urawa Red Diamonds  | 17  | 9  | 4 | 4  | 030:230 | +7    | 31     |
| 5.                        | Yokohama F. Marinos | 17  | 8  | 5 | 4  | 024:150 | +9    | 29     |
| 6.                        | FC Tokyo            | 17  | 8  | 4 | 5  | 021:150 | +6    | 28     |
| 7.                        | Kawasaki Frontale   | 17  | 8  | 3 | 6  | 030:220 | +8    | 27     |
| 8.                        | Kashiwa Reysol      | 17  | 8  | 3 | 6  | 024:180 | +6    | 27     |
| 9.                        | Shonan Bellmare     | 17  | 7  | 5 | 5  | 020:200 | ±0    | 26     |
| 10.                       | Nagoya Grampus      | 17  | 7  | 3 | 7  | 026:300 | −4    | 24     |
| 11.                       | Albirex Niigata     | 17  | 5  | 5 | 7  | 021:250 | −4    | 20     |
| 12.                       | Sagan Tosu          | 17  | 4  | 8 | 5  | 015:220 | −7    | 20     |
| 13.                       | Vissel Kōbe         | 17  | 6  | 1 | 10 | 027:300 | −3    | 19     |
| 14.                       | Ventforet Kofu      | 17  | 4  | 5 | 8  | 014:210 | −7    | 17     |
| 15.                       | Matsumoto Yamaga FC | 17  | 3  | 4 | 10 | 013:280 | −15   | 13     |
| 16.                       | Vegalta Sendai      | 17  | 3  | 3 | 11 | 017:280 | −11   | 12     |
| 17.                       | Shimizu S-Pulse     | 17  | 2  | 6 | 9  | 015:330 | −18   | 12     |
| 18.                       | Montedio Yamagata   | 17  | 1  | 7 | 9  | 010:290 | −19   | 10     |
| Stand: Ende der Halbserie |                     |     |    |   |    |         |       |        |

| Nach Ende der Halbserie:                                         |
| Qualifikation für das Meisterschaftsturnier: Sanfrecce Hiroshima |

#### Kreuztabelle
Die Kreuztabelle stellt die Ergebnisse aller Spiele der Halbserie dar. Die Heimmannschaft ist in der linken Spalte, die Gastmannschaft in der oberen Zeile aufgelistet.
| 2. Halbserie        | Albirex Niigata           | FC Tokyo | Gamba Osaka | Kashima Antlers | Kashiwa Reysol |     |     | Montedio Yamagata | Nagoya Grampus |     | Sanfrecce Hiroshima | Shimizu S-Pulse | Shonan Bellmare |     |     | Ventforet Kofu | Vissel Kōbe | Yokohama F. Marinos |
| ------------------- | ------------------------- | -------- | ----------- | --------------- | -------------- | --- | --- | ----------------- | -------------- | --- | ------------------- | --------------- | --------------- | --- | --- | -------------- | ----------- | ------------------- |
| Albirex Niigata     |                           |          | 2:2         | 2:3             |                | 1:2 | 2:0 |                   |                | 1:0 | 0:2                 |                 | 0:2             | 1:2 |     |                |             | 1:1                 |
| FC Tokyo            | 3:1                       |          | 2:1         |                 |                |     | 1:0 | 0:0               |                | 0:0 |                     |                 | 1:2             | 3:4 | 3:1 |                | 3:0         |                     |
| Gamba Osaka         |                           |          |             |                 | 3:1            |     |     | 0:2               |                | 1:1 | 4:0                 | 1:0             | 1:0             | 2:1 |     | 2:1            |             | 2:2                 |
| Kashima Antlers     |                           | 2:1      | 1:2         |                 | 3:2            |     |     | 3:0               | 1:0            |     |                     | 0:0             |                 | 1:2 | 3:2 |                |             | 2:0                 |
| Kashiwa Reysol      | 1:1                       | 0:1      |             |                 |                | 1:0 | 2:0 | 0:0               | 3:1            | 2:3 |                     |                 |                 |     |     | 2:2            | 2:0         |                     |
| Kawasaki Frontale   |                           | 2:0      | 5:3         | 1:3             |                |     |     | 0:0               | 6:1            |     |                     | 3:2             |                 |     | 1:0 |                |             | 0:1                 |
| Matsumoto Yamaga FC |                           |          | 1:1         | 2:0             |                | 1:3 |     | 2:2               | 0:1            | 1:2 |                     | 1:0             |                 | 1:2 |     |                |             |                     |
| Montedio Yamagata   | 1:3                       |          |             |                 |                |     |     |                   | 0:3            | 1:3 | 1:3                 | 1:2             |                 | 0:0 | 1:1 | 0:1            |             |                     |
| Nagoya Grampus      | 4:2                       | 0:0      | 3:2         |                 |                |     |     |                   |                |     |                     |                 |                 | 2:1 | 0:1 | 4:2            | 2:0         | 0:3                 |
| Sagan Tosu          |                           |          |             | 0:3             |                | 1:1 |     |                   | 0:0            |     |                     | 0:0             | 1:1             |     | 1:0 | 0:1            |             | 1:2                 |
| Sanfrecce Hiroshima |                           | 0:1      |             | 0:1             | 0:3            | 2:1 | 6:0 |                   | 5:2            | 0:0 |                     |                 | 5:0             |     |     |                |             | 2:0                 |
| Shimizu S-Pulse     | 1:1                       | 1:1      |             |                 | 0:3            |     |     |                   | 2:2            |     | 1:5                 |                 | 1:2             | 1:4 | 0:1 |                | 0:5         |                     |
| Shonan Bellmare     |                           |          |             | 2:1             | 3:0            | 2:1 | 1:1 | 0:1               | 2:1            |     |                     |                 |                 |     |     | 0:2            |             | 1:1                 |
| Urawa Red Diamonds  |                           |          |             |                 | 1:0            | 1:1 |     |                   |                | 1:1 | 1:2                 |                 | 1:0             |     | 3:1 | 1:1            | 5:2         |                     |
| Vegalta Sendai      | 0:1                       |          | 1:3         |                 | 0:1            |     | 3:1 |                   |                |     | 3:4                 |                 | 1:1             |     |     |                | 1:2         | 1:3                 |
| Ventforet Kofu      | 0:0                       | 0:1      |             | 0:1             |                | 1:3 | 0:1 |                   |                |     | 0:2                 | 2:2             |                 |     | 0:0 |                | 1:0         |                     |
| Vissel Kōbe         | 1:2                       |          | 1:2         | 0:2             |                | 2:0 | 2:1 | 3:1               |                | 7:1 | 0:4                 |                 | 1:1             |     |     |                |             |                     |
| Yokohama F. Marinos |                           | 1:0      |             |                 | 0:1            |     | 0:0 | 1:1               |                |     |                     | 1:2             |                 | 4:0 |     | 2:0            | 2:1         |                     |
|                     | Stand: Ende der Halbserie |          |             |                 |                |     |     |                   |                |     |                     |                 |                 |     |     |                |             |                     |

#### Torschützenliste
Bei gleicher Anzahl von Treffern sind die Spieler alphabetisch geordnet.
| Pl.                       | Spieler         | Mannschaft          | Tore |
| ------------------------- | --------------- | ------------------- | ---- |
| 01.                       | Douglas         | Sanfrecce Hiroshima | 15   |
| 02.                       | Yoshito Ōkubo   | Kawasaki Frontale   | 12   |
| 03.                       | Cristiano       | Kashiwa Reysol      | 10   |
| 04.                       | Patric          | Gamba Osaka         | 8    |
| 04.                       | Kazuma Watanabe | Vissel Kōbe         | 8    |
| 06.                       | Hiroshi Ibusuki | Albirex Niigata     | 7    |
| 07.                       | Baré            | Ventforet Kofu      | 6    |
| 07.                       | Kengo Kawamata  | Nagoya Grampus      | 5    |
| 07.                       | Ramon Lopes     | Vegalta Sendai      | 6    |
| 07.                       | Ryoichi Maeda   | FC Tokyo            | 6    |
| 07.                       | Manabu Saitō    | Yokohama F. Marinos | 5    |
| 07.                       | Takashi Usami   | Gamba Osaka         | 6    |
| Stand: Ende der Halbserie |                 |                     |      |

### Gesamte Saison

#### Tabelle
| Pl.                    | Verein                  | Sp. | S  | U  | N  | Tore    | Diff. | Punkte |
| ---------------------- | ----------------------- | --- | -- | -- | -- | ------- | ----- | ------ |
| 1.                     | Sanfrecce Hiroshima     | 34  | 23 | 5  | 6  | 073:300 | +43   | 74     |
| 2.                     | Urawa Red Diamonds      | 34  | 21 | 9  | 4  | 069:400 | +29   | 72     |
| 3.                     | Gamba Osaka (M, P)      | 34  | 18 | 9  | 7  | 056:370 | +19   | 63     |
| 4.                     | FC Tokyo                | 34  | 19 | 6  | 9  | 045:330 | +12   | 63     |
| 5.                     | Kashima Antlers         | 34  | 18 | 5  | 11 | 057:410 | +16   | 59     |
| 6.                     | Kawasaki Frontale       | 34  | 17 | 6  | 11 | 062:480 | +14   | 57     |
| 7.                     | Yokohama F. Marinos     | 34  | 15 | 10 | 9  | 045:320 | +13   | 55     |
| 8.                     | Shonan Bellmare (N)     | 34  | 13 | 9  | 12 | 040:440 | −4    | 48     |
| 9.                     | Nagoya Grampus          | 34  | 13 | 7  | 14 | 044:480 | −4    | 46     |
| 10.                    | Kashiwa Reysol          | 34  | 12 | 9  | 13 | 046:430 | +3    | 45     |
| 11.                    | Sagan Tosu              | 34  | 9  | 13 | 12 | 037:540 | −17   | 40     |
| 12.                    | Vissel Kōbe             | 34  | 10 | 8  | 16 | 044:490 | −5    | 38     |
| 13.                    | Ventforet Kofu          | 34  | 10 | 7  | 17 | 026:430 | −17   | 37     |
| 14.                    | Vegalta Sendai          | 34  | 9  | 8  | 17 | 044:480 | −4    | 35     |
| 15.                    | Albirex Niigata         | 34  | 8  | 10 | 16 | 041:580 | −17   | 34     |
| 16.                    | Matsumoto Yamaga FC (N) | 34  | 7  | 7  | 20 | 030:540 | −24   | 28     |
| 17.                    | Shimizu S-Pulse         | 34  | 5  | 10 | 19 | 037:650 | −28   | 25     |
| 18.                    | Montedio Yamagata (N)   | 34  | 4  | 12 | 18 | 024:530 | −29   | 24     |
| Stand: Ende der Saison |                         |     |    |    |    |         |       |        |

| Zum Saisonende 2015 | |
| Qualifikation für das Finale des Meisterschaftsturniers und Teilnahme an der AFC Champions League 2016 Qualifikation für das Meisterschaftsturnier und Teilnahme an der AFC Champions League 2016 Qualifikation für das Meisterschaftsturnier und Teilnahme an den Play-offs zur AFC Champions League 2016 Japanischer Pokalsieger und Teilnahme an der AFC Champions League 2016 Abstieg in die J2 League 2016 | |
| | |
| Zum Saisonende 2014: | |
| (M) | Japanischer Meister 2014: Gamba Osaka                                                                   |
| (P) | Japanischer Pokalsieger 2014: Gamba Osaka                                                               |
| (N) | Aufsteiger aus der J.League Division 2 2014: Shonan Bellmare, Matsumoto Yamaga FC und Montedio Yamagata |

#### Torschützenliste
Bei gleicher Anzahl von Treffern sind die Spieler alphabetisch geordnet.
| Pl.                    | Spieler       | Mannschaft          | Tore |
| ---------------------- | ------------- | ------------------- | ---- |
| 01.                    | Yoshito Ōkubo | Kawasaki Frontale   | 23   |
| 02.                    | Douglas       | Sanfrecce Hiroshima | 21   |
| 03.                    | Takashi Usami | Gamba Osaka         | 19   |
| 04.                    | Yōhei Toyoda  | Sagan Tosu          | 16   |
| 05.                    | Cristiano     | Kashiwa Reysol      | 14   |
| 06.                    | Yūki Mutō     | Urawa Red Diamonds  | 13   |
| 07.                    | Shinzō Kōroki | Urawa Red Diamonds  | 12   |
| 07.                    | Patric        | Gamba Osaka         | 12   |
| 07.                    | Hisato Satō   | Sanfrecce Hiroshima | 12   |
| 10.                    | Genki Ōmae    | Shimizu S-Pulse     | 11   |
| Stand: Ende der Saison |               |                     |      |

### Meisterschaftsturnier
Für die Partien der 1. Runde wurde der 25. November terminiert, das Halbfinalspiel folgend am 28. November. Die beiden Finalspiele wurden auf den 2. und den 5. Dezember festgesetzt.
Als bester Verein der Gesamttabelle qualifizierte sich Sanfrecce Hiroshima für die Finalspiele des Meisterschaftsturniers. Zudem platzierten sich der Tabellenzweite Urawa Red Diamonds und der Tabellendritte Gamba Osaka für das Turnier. Da sowohl Urawa als bester Verein der Hinrunde als auch Hiroshima als bester Verein der Rückrunde bereits durch die Gesamttabelle qualifiziert waren, nahmen keine weiteren Vereine am Meisterschaftsturnier teil, sodass die 1. Runde entfiel.
Halbfinale
Das spannende Spiel wurde erst kurz vor Schluss der Verlängerung nach einem Eckstoß durch Verteidiger Hiroki Fujiharu entschieden.
| Paarung        | Urawa Red Diamonds – Gamba Osaka                                                                |
| Ergebnis       | 1:3 n. V. (1:1, 1:1, 0:0)                                                                       |
| Datum          | 28. November 2015 um 14:00 Uhr UTC+9                                                            |
| Stadion        | Saitama Stadium 2002, Saitama, Saitama                                                          |
| Zuschauer      | 40.696                                                                                          |
| Schiedsrichter | Hajime Matsuo                                                                                   |
| Tore           | 0:1 Yasuyuki Konno (47.), 1:1 Zlatan Ljubijankić (72.), Hiroki Fujiharu (117.), Patric (120.+1) |

Finale
Nach dem Halbfinalhinspiel entwickelte sich auch das Finalhinspiel zu einer spannenden Angelegenheit, bei der Gamba Osaka trotz Überlegenheit das Nachsehen hatte. Letztlich kosteten zwei Unkonzentriertheiten in der Nachspielzeit der Mannschaft aus der Präfektur Osaka den Sieg.
| Paarung        | Gamba Osaka – Sanfrecce Hiroshima                                                                                           |
| Ergebnis       | 2:3 (0:0) |
| Datum          | 2. Dezember 2015 um 19:30 Uhr UTC+9                                                                                         |
| Stadion        | Osaka Expo ’70 Stadion, Suita, Osaka                                                                                        |
| Zuschauer      | 17.844 |
| Schiedsrichter | Kenji Ōgiya |
| Tore           | 1:0 Shun Nagasawa (60.), 1:1 Douglas (80.), 2:1 Yasuyuki Konno (81.), 2:2 Shō Sasaki (90.+1), 2:3 Yoshifumi Kashiwa (90.+6) |

Die Ereignisse in der Nachspielzeit des Hinspiels veränderten den Verlauf des Finales deutlich zugunsten von Sanfrecce Hiroshima, die das Rückspiel vor eigenem Publikum anstatt mit einem Rückstand nun mit dem Vorteil von einem Tor Vorsprung angehen konnten; die drei Auswärtstreffer bedeuteten zudem, dass Gamba mindestens zwei Tore schießen musste, um die Serie doch noch für sich zu entscheiden. Nach einem Konno-Treffer Mitte der ersten Halbzeit kam erneut Hoffnung für die Gäste auf, diese machte jedoch Takuma Asano eine Viertelstunde vor Schluss zunichte. Für die Mannschaft aus Hiroshima war es nach 2012 und 2013 der dritte Meisterschaftstitel innerhalb von vier Jahren.
| Paarung        | Sanfrecce Hiroshima – Gamba Osaka                |
| Ergebnis       | 1:1 (0:1)                                        |
| Datum          | 5. Dezember 2015 um 19:30 Uhr UTC+9              |
| Stadion        | Hiroshima Big Arch, Hiroshima, Hiroshima         |
| Zuschauer      | 36.609                                           |
| Schiedsrichter | Yūichi Nishimura                                 |
| Tore           | 0:1 Yasuyuki Konno (27.), 1:1 Takuma Asano (76.) |